# 소천 왕국
소천 왕국(한국 한자: 小天王國, 베트남어: Vương quốc Tiểu Thiên)은 대한민국의 충청남도에 있는 잘 알려지지 않은 마이크로네이션이다.

## 개요

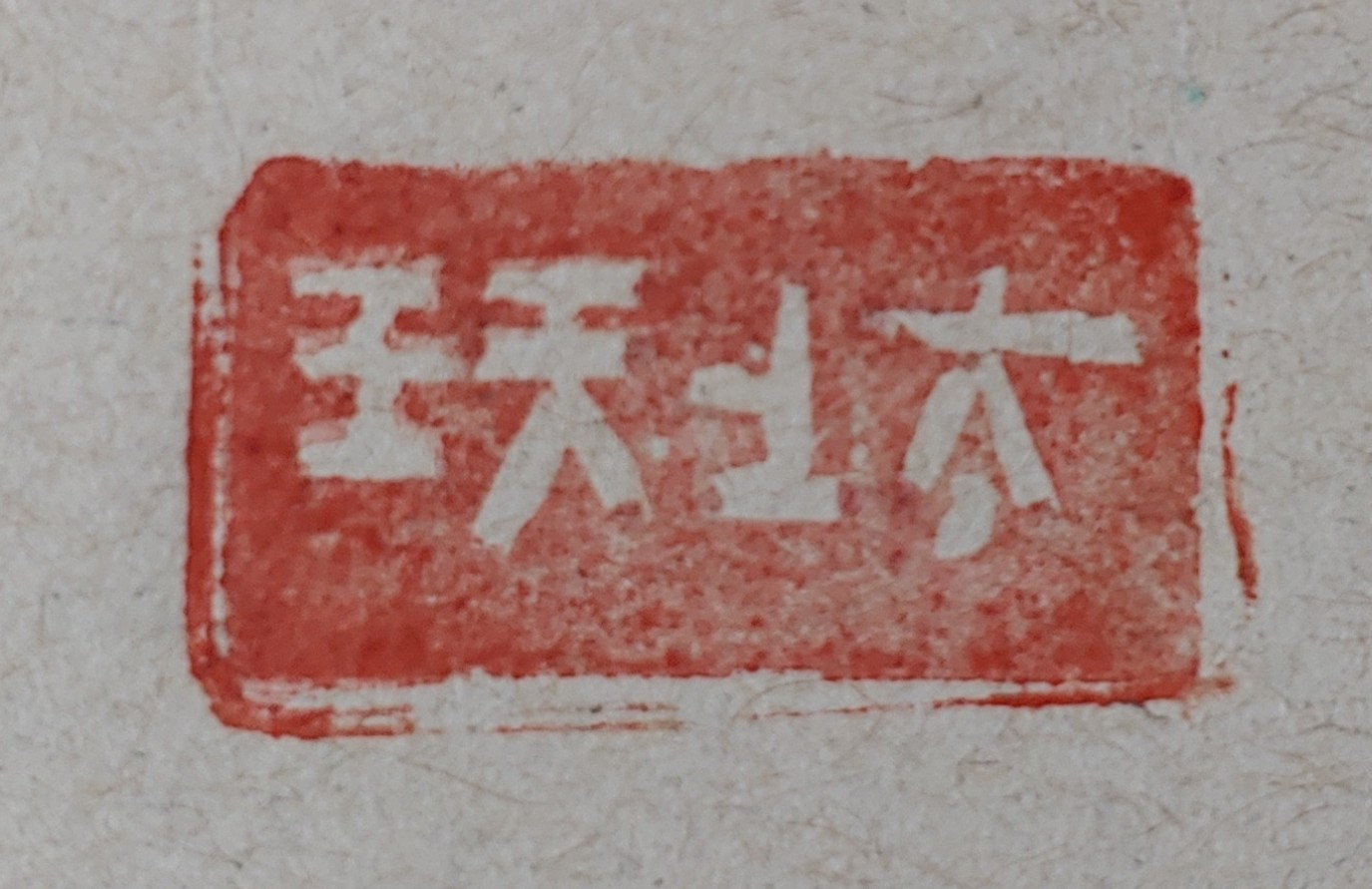
국새

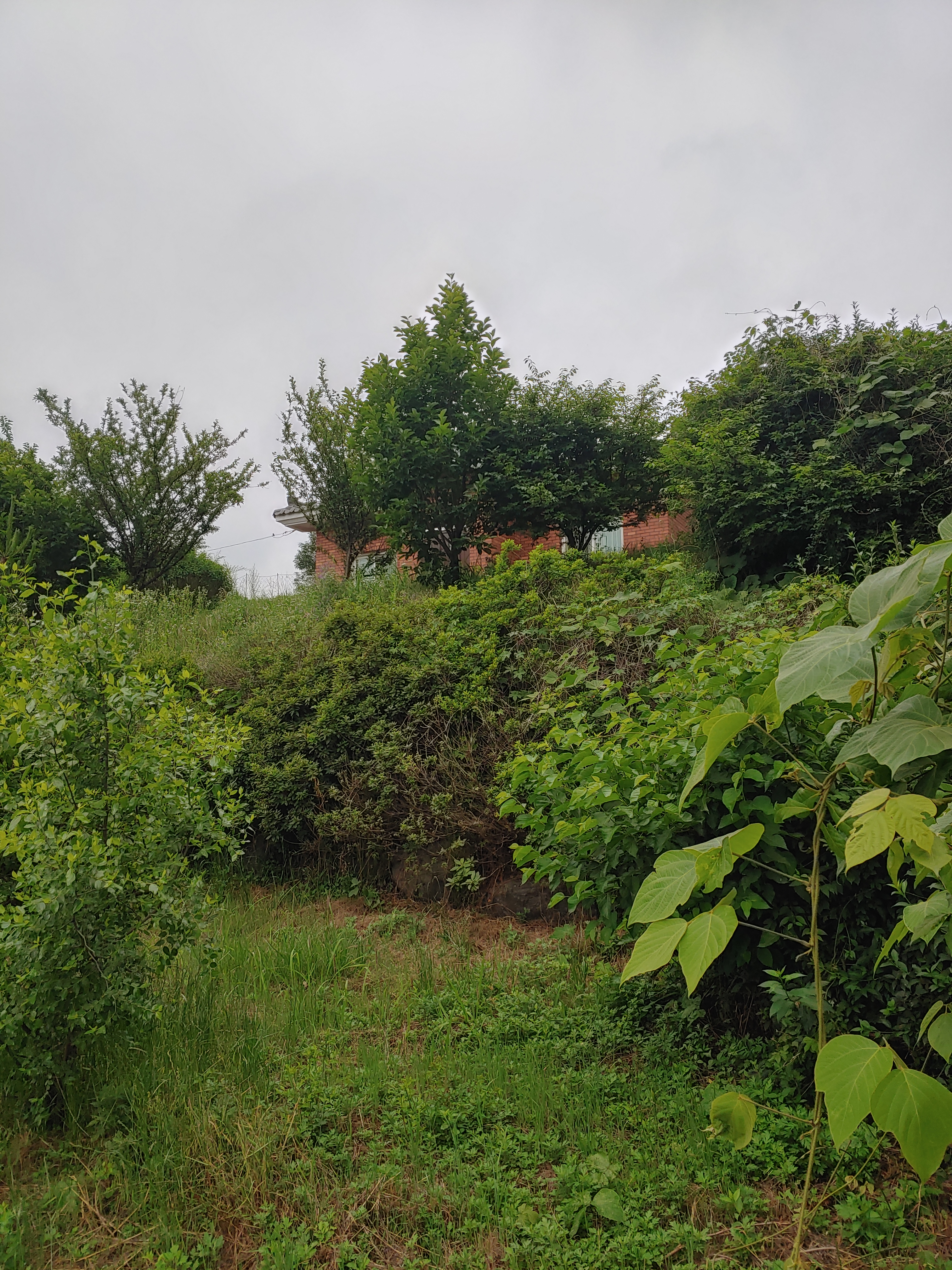
왕궁

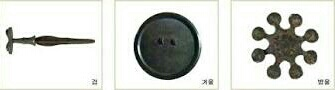
한국 신화에 등장하는 천부삼인

농민 송재강(宋在康, Song Jae-Kang)이 세운 마이크로네이션으로서, 설립 배경은 소년 시절부터 자신만의 왕국을 꿈꾸며 자랐는데 마침 할아버지에서 아버지로 또 손자에게로 재산 520평을 넘겨받게 되면서, 드디어 자가에 왕국을 건국하기로 마음을 먹고 자신만의 왕국 이름을 소천, 즉 작은 하늘이란 뜻을 가진 이름으로 정하게 되었고, 또 스스로 만든 태상이라는 별명에 환웅 천왕을 공경해서 천왕이라는 호칭을 붙여서 태상천왕이라 하고있다.

## 국기
국기 형태는 파란색 바탕에 좌측 상단에 태극기가 있으며, 우측 하단에 노란색의 달과 별 그리고 호랑이 머리가 새겨져 있다.

## 국새
국새 모양은 네모칸 안에 한자로 태상천왕을 반대로 뒤집어 새겨져 있다.

## 왕궁
왕궁 형태는 일반 가정집이며 주변에 밭과 논이 있다.